# Фітнаса
Фітнаса (араб. فطناسة) — село в Тунісі, у муніципалітеті Сук-Ляхад вілаєту Кебілі. Знаходиться поблизу соленого озера Шотт-ель-Джерід.
| Туніс | Це незавершена стаття з географії Тунісу. Ви можете допомогти проєкту, виправивши або дописавши її. |